# II Cornwall MRC Formula 1 Race 1954
II Cornwall MRC Formula 1 Race 1954 je bila devetnajsta neprvenstvena dirka Formule 1 v sezoni 1954. Odvijala se je 2. avgusta 1954 na dirkališču Davidstow Circuit v Davidstowu, Cornwall.

## Rezultati

### Dirka
| Poz | Dirkač        | Moštvo        | Konstruktor         | Čas/Odstop   | Št. m. |
| --- | ------------- | ------------- | ------------------- | ------------ | ------ |
| 1   | John Coombs   | J. Coombs     | Lotus-Connaught     |              | 6      |
| 2   | Tom Kyffin    | Equipe Devone | Cooper-Bristol      |              | 2      |
| 3   | Dick Gibson   | R. Gibson     | Cooper-Bristol      |              | 3      |
| 4   | Gordon Rolls  | Equipe Devone | Cooper-Bristol      | 19 krogov    | 4      |
| Ods | Rodney Nuckey | Eric Brandon  | Cooper-Bristol      | Pritisk olja | 1      |
| Ods | Albert Wake   | A. Wake       | Alta-Bristol        |              | 5      |
| DNS | Jack Walton   | J.H. Walton   | Cooper-Bristol      |              | -      |
| DNS | Peter Bolton  | J.H. Walton   | Frazer Nash-BMW     |              | -      |
| DNS | Eric Brandon  | E. Brandon    | Cooper-Aston Martin | Motor        | -      |

- Najboljši štartni položaj: Rodney Nuckey
- Najhitrejši krog: Rodney Nuckey in John Coombs - 1:29.0